# Thomas J. Creamer

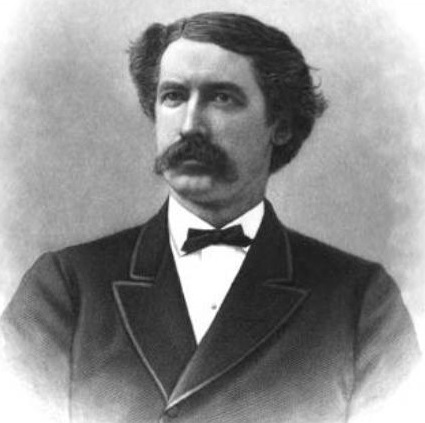
Thomas J. Creamer, 1874

Thomas James Creamer (* 26. Mai 1843 bei Garadice Lake, Irland; † 4. August 1914 in New York City) war ein US-amerikanischer Jurist und Politiker. Er vertrat zwischen 1873 und 1875 sowie zwischen 1901 und 1903 den Bundesstaat New York im US-Repräsentantenhaus.

## Werdegang
Thomas James Creamer wurde während des Viktorianischen Zeitalters bei Garadice Lake geboren. Die Familie Creamer wanderte dann in die Vereinigten Staaten ein und ließ sich in New York City nieder. Dort besuchte er öffentliche Schulen. 1860 arbeitete er als Expedient (shipping clerk) in einer Kurzwarenhandlung (dry-goods house). Während des Bürgerkrieges studierte er Jura, bekam seine Zulassung als Anwalt und begann dann zu praktizieren. Zwischen 1865 und 1867 saß er in der New York State Assembly und zwischen 1868 und 1871 im Senat von New York. Er war fünf Jahre lang als City Tax Commissioner tätig sowie als Counsel für die State Commissions, um die Steuergesetze abzuändern. Politisch gehörte er der Demokratischen Partei an.
Bei den Kongresswahlen des Jahres 1872 für den 43. Kongress wurde er im siebten Wahlbezirk von New York in das US-Repräsentantenhaus in Washington, D.C. gewählt, wo er am 4. März 1873 die Nachfolge von Smith Ely antrat. Da er auf eine erneute Kandidatur im Jahr 1874 verzichtete, schied er nach dem 3. März 1875 aus dem Kongress aus. Danach war er wieder in New York City als Anwalt tätig.
Im Jahr 1900 kandidierte er im achten Wahlbezirk von New York für einen Sitz im 57. Kongress. Nach einer erfolgreichen Wahl trat er am 4. März 1901 die Nachfolge von Daniel J. Riordan an. 1902 verzichtete er auf eine erneute Kandidatur und schied nach dem 3. März 1903 aus dem Kongress aus.
Nach seiner Kongresszeit nahm er erneut in New York City seine Tätigkeit als Anwalt auf. Er verstarb dort am 4. August 1914 und wurde dann auf dem Green-Wood Cemetery in Brooklyn beigesetzt. Wenige Tage zuvor war der Erste Weltkrieg ausgebrochen.